# Comuna de Łącko
Łącko (polaco: Gmina Łącko) é uma gminy (comuna) na Polónia, na voivodia de Pequena Polónia e no condado de Nowosądecki.
De acordo com os censos de 2004, a comuna tem 14 709 habitantes, com uma densidade 110,6 hab/km².

## Área
Estende-se por uma área de 132,95 km², incluindo:
- área agricola: %
- área florestal: 43%. Stanowi to 8,58%

Esta comuna representa 43%. Stanowi to % da área do condado.

## Subdivisões
- Brzyna, Czarny Potok, Czerniec, Jazowsko, Kadcza, Kicznia, Łazy Brzyńskie, Łącko, Maszkowice, Obidza, Szczereż, Wola Kosnowa, Wola Piskulina, Zabrzeż, Zagorzyn, Zarzecze.